# Manfred Mann's Earth Band

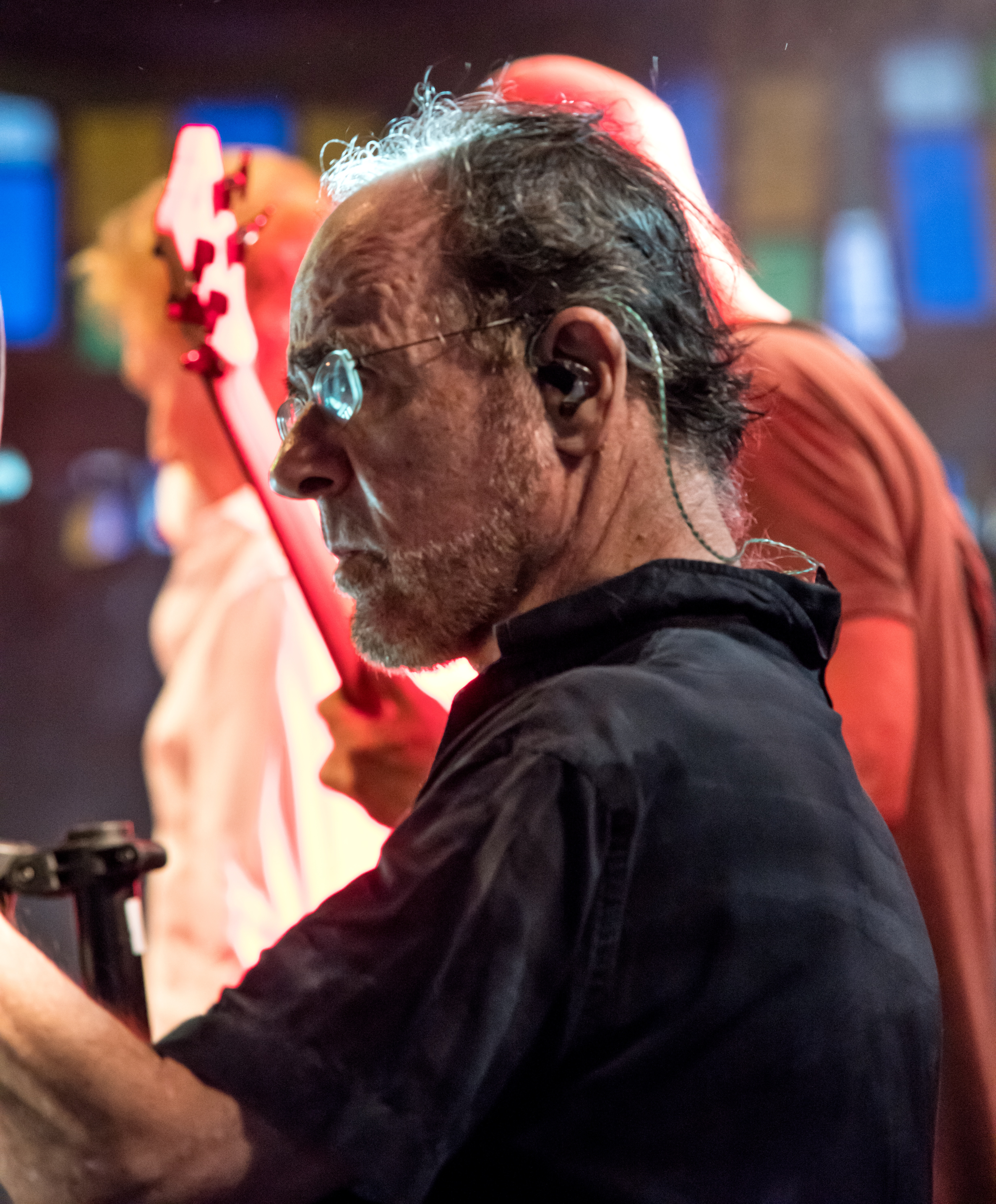
Manfred Mann's earth band, Zelt-Musik-Festival nel 2017 a Freiburg, Germania

I Manfred Mann's Earth Band sono un gruppo musicale rock britannico attivo dal 1971, guidato dal musicista sudafricano Manfred Mann.

## Storia
Il gruppo ha pubblicato diverse cover di Bruce Springsteen che hanno avuto successo, come Blinded by the Light, Spirit in the Night e For You, inserita nell'LP Chance.

## Formazione

### Attuale
- Manfred Mann – tastiere, voce (1971–presente)
- Mick Rogers – chitarra, voce (1971–1975, 1983–presente)
- Steve Kinch – basso (1991–presente)
- Jimmy Copley – batteria, percussioni (2007–presente)
- Robert Hart – voce (2011–presente)

### Ex membri
- Chris Slade – batteria (1971-1978)
- Colin Pattenden – basso (1971–1977)
- Chris Thompson – voce, chitarra (1975-1986, 1996-1999, 2004)
- Dave Flett – chitarra (1975-1978)
- Pat King – basso (1977-1981)
- Steve Waller – chitarra, voce (1979-1983)
- Geoff Britton – batteria (1979)
- John Lingwood – batteria (1979-1987)
- Trevor Rabin – chitarra (1980-1981, 1984)
- Matt Irving – basso (1982–1983)
- Shona Laing – voce (1983)
- Noel McCalla – voce (1991-2009, 2010)
- Clive Bunker – batteria (1991-1996)
- John Trotter – batteria (1996-2000)
- Richard Marcangelo – drums (2000–2002)
- Pete May – batteria (2002)
- Geoff Dunn – batteria (2002-2008)
- Peter Cox – voce (2009–2010)

## Discografia
Album in studio
- 1972 - Manfred Mann's Earth Band
- 1972 - Glorified Magnified
- 1973 - Messin'
- 1973 - Solar Fire
- 1974 - The Good Earth
- 1975 - Nightingales & Bombers
- 1976 - The Roaring Silence
- 1978 - Watch
- 1979 - Angel Station
- 1980 - Chance
- 1983 - Somewhere in Afrika
- 1986 - Criminal Tango
- 1987 - Masque
- 1991 - Plains Music
- 1996 - Soft Vengeance
- 2004 - 2006
- 2014 - Lone Arranger

Raccolte e Live
- 1975 - 1971-1973
- 1984 - Budapest Live
- 1990 - 20 Years of Manfred Mann's Earth Band
- 1992 - Spotlight: 1971–1991
- 1992 - Blinded by the Light: The Very Best of Manfred Mann's Earth Band
- 1992 - The Very Best of Manfred Mann's Earth Band, Vol. 2
- 1999 - Mann Alive
- 1999 - The Best of Manfred Mann's Earth Band Re-Mastered
- 2001 - The Best of Manfred Mann's Earth Band Re-Mastered Volume II
- 2005 - Odds & Sods – Mis-takes & Out-takes
- 2009 - Bootleg Archives: Volumes 1–5